# Partia Robotnicza Solidarność
Partia Robotnicza „Solidarność” – organizacja socjalistyczna działająca w Królestwie Polskim od kwietnia 1893 do lutego 1894. Była grupą rozłamową z Socjalno-Rewolucyjnej Partii Proletariat. Postulowała działania wyłącznie ekonomiczne. Rozbita w wyniku aresztowań.

## Historia
Organizacja została założona przez Kazimierza Puchewicza, jednego z założycieli i liderów Socjalno-Rewolucyjnej Partii "Proletariat". Jego w wystąpienie w grudniu 1882 wynikało z odmiennej koncepcji walki organizacji socjalistycznych. Impulsem była akcja Proletariatu, przeciw przymusowej rewizji sanitarnej robotnic narzuconej w lutym 1883 przez ober-policmajstra Buturlina, projekty zamachu. Spowodowały one wystąpienie grupy działaczy, którzy pod przywództwem Puchewicza utworzyli w kwietniu 1893 Partię Robotniczą „Solidarność” lansującą jedynie o formach podburzania i organizowania robotników przeciw wyzyskowi i walki o interesy ekonomiczne. 
Do działaczy partii należeli im. Feliks Kon, Ignacy Dąbrowski, Witosław Dąbrowski, Tadeusz Kozerski, Stanisław Pacanowski, Ludwik Sawicki oraz robotnicy Ludwik Paszke, Jan Śliwiński, Antoni Kluczewski, Teodor Kallenbrun, Stanisław Wysocki, oraz Józef Jentys.

W maju 1883 partia wydała swoją jedyną poza programem odezw, w której nawołuje robotników do prowadzenia walki w obronie swoich interesów ekonomicznych. W odezwie wskazano żądania przede wszystkim: podwyższenia płacy, wprowadzenia kas przezorności na tych fabrykach, gdzie ich nie ma, zniesienia miejscowych nadużyć itp. Autorzy odezwy przestrzegali aby:

Podczas bezrobocia zachowujmy się z godnością; nie dopuszczajmy się gwałtów, które na naszą zawsze wypadają niekorzyść, unikajmy zajść z wojskiem, a nade wszystko trzymajmy się razem, nie odstępujmy sprawy ogólnej

21 maja 1883 aresztowano przy rozlepianiu odezwy dwóch robotników:  Stanisława Sobótkę i Jana Kamińskiego, w lecie też prowokator dokonał denuncjacji robotnika Teodora Kallenbruna kolportującego bibułę. We wrześniu doszło do aresztowań, które zakończyły działalność partii. Aresztowano m.in. Kallenbruna (więziony do wiosny 1886); Wysockiego (więziony do lutego 1884), Kluczewskiego (więziony do wiosny 1886). W listopadzie 1883 dokonano rewizji u Puchewicza, zatrzymując go na dwa tygodnie, zaś w lutym 1884 został aresztowany i osadzony w Cytadeli Warszawskiej. 

## Program
Opublikowany w formie odezwy 15 kwietnia 1883, program partii stwierdzał:

Partia Robotnicza "Solidarność" dąży do zupełnego wyzwolenia klasy robotniczej spod ekonomicznego, społeczno - politycznego i moralnego ucisku; potrójny ten ucisk zniesiony zostanie, gdy: 
1) Ziemia, fabryki i wszelkie narzędzia pracy staną się wspólną własnością ogółu robotników i praca najemna zastąpiona zostanie przez pracę zbiorową, 
2) Samorząd polityczny oparty zostanie na bezpośrednim powszechnym głosowaniu, zupełnej swobodzie słowa, druku, zgromadzeń i stowarzyszeń, równouprawnieniu wszystkich obywateli bez różnicy płci, stanu, narodowości i wyznania. 
3) Oświata wolna od wszelkich przesądów stanie się dostępną dla wszystkich członków społeczeństwa. 
Urzeczywistnienie tego celu wymaga przygotowawczej pracy, dążącej do zorganizowania wszystkich robotników w kraju naszym, tak miejskich, jak i wiejskich w jedną partię: 
1) świadomą swych klasowych dążności, 
2) gotową do walki z tym wszystkim, co stoi na przeszkodzie jej wyzwoleniu. 
Opierając swą działalność: 
1) na solidarności (zgodności) interesów wszystkich robotników bez różnicy płci, wyznania i narodowości; 
2) na odrębności interesów uciemiężonej klasy robotniczej i ich niezbędnym antagonizmie (przeciwieństwie) z interesami klas uprzywilejowanych - Partia jak najenergiczniej zwalczać będzie te kierunki, które dążyć będą do zatarcia w robotnikach świadomości ich klasowej odrębności i międzynarodowej solidarności, oraz do rozbudzenia w nich religijnych lub narodowościowych nienawiści. 
Stojąc na gruncie stosunków ekonomicznych, Partia Robotnicza „Solidarność” działalność swą przejawiać będzie: 
1) w uświadamianiu klasy robotniczej, obznajamianiu jej z zasadami socjalizmu i wyświetlaniu dążności klas uprzywilejowanych, skierowanych ku utrwaleniu obecnego ustroju, opartego na zależności klasy robotniczej; 
2) w podburzaniu robotników przeciw wszelkim formom wyzyskiwania i wszelkim rozporządzeniom, utrwalającym ucisk klasy robotniczej i poniżającym godność robotnika
3) w organizowaniu i popieraniu bezrobocia, zmów i zajść, wywołanych przez nadużycia ze strony kapitalistów i ich popleczników; 
4) w organizowaniu tajnych związków robotniczych, gotowych do walki z obecnym ustrojem społecznym.